# Las Vegas Film Critics Circle Awards 2006
Na 10. ročníku předávání cen asociace Toronto Film Critics Association se předaly ceny v těchto kategoriích.

## Vítězové

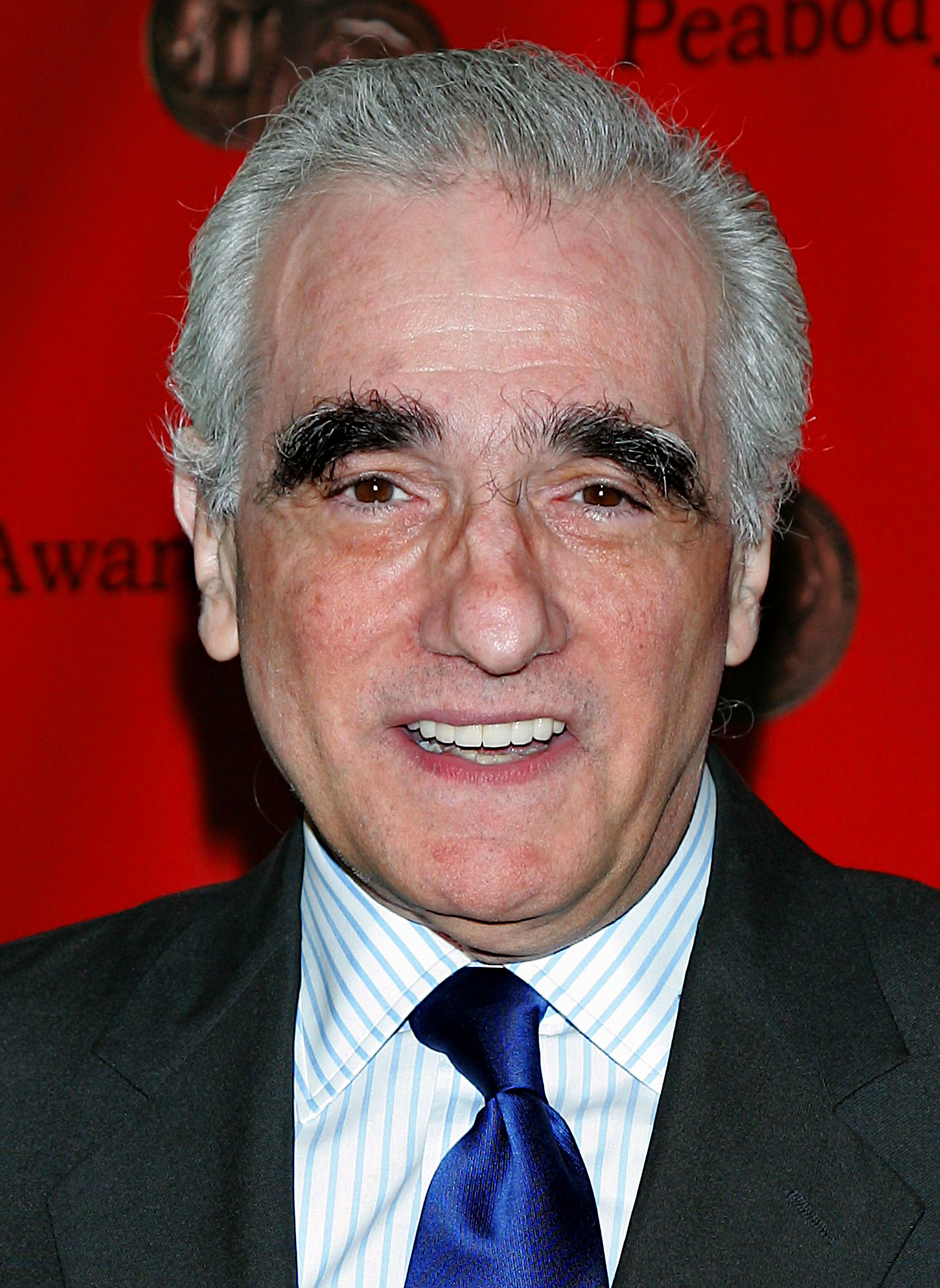
Martin Scorsese, vítěz Oscara pro nejlepší režii

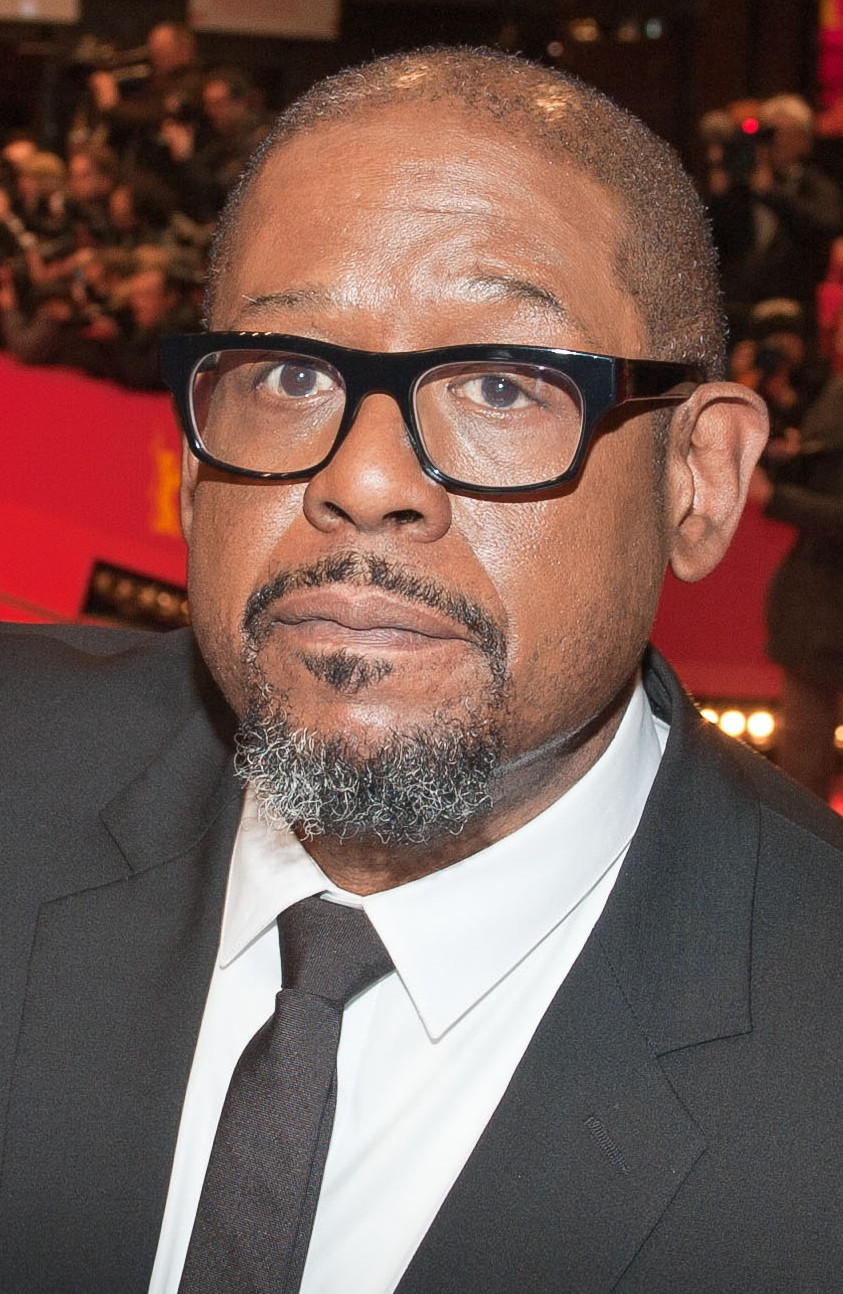
Forest Whitaker, vítěz ceny pro nejlepšího herce v hlavní roli

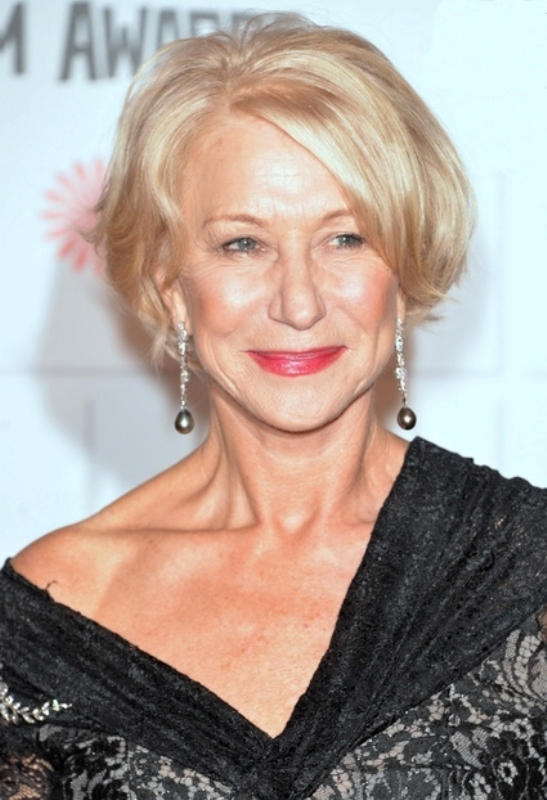
Helen Mirren, vítězka ceny pro nejlepší herečku v hlavní roli

### Nejlepší film
1. Dopisy z Iwo Jimy
2. Královna

### Nejlepší režisér
1. Paul Greengrass – Let číslo 93
2. Clint Eastwood – Dopisy z Iwo Jimy a Vlajky našich otců

### Nejlepší herec v hlavní roli
1. Forest Whitaker – Poslední skotský král
2. Sacha Baron Cohen – Borat: Nakoukání do amerycké kultůry na obědnávku slavnoj kazašskoj národu

### Nejlepší herečka v hlavní roli
1. Helen Mirren – Královna
2. Penélope Cruz – Volver

### Nejlepší herec ve vedlejší roli
1. Michael Sheen – Královna
2. Sergi López – Faunův labyrint

### Nejlepší herečka ve vedlejší roli
1. Luminita Gheorghiu – Smrt pana Lazaresca
2. Jennifer Hudson – Dreamgirls

### Nejlepší scénář
1. Peter Morgan – Královna
2. Michael Arndt – Malá Miss Sunshine

### Nejlepší dokument
1. Nepříjemná pravda
2. Darwin's Nightmare

### Nejlepší animovaný film
1. Happy Feet
2. Auta

### Nejlepší cizojazyčný film
1. Životy těch druhých
2. Volver (Španělsko)

### Nejlepší kamera
1. Emmanuel Lubezki – Potomci lidí
2. Tom Stern – Dopisy z Iwo Jimy a Vlajky našich otců

### Nejlepší hudba
1. Alexandre Desplat – Barevný závoj a Královna
2. Thomas Newman – Berlínské spiknutí a Jako malé děti

### Nejlepší výprava
1. Eugenio Caballero – Faunův labyrint
2. Jim Clay, Geoffrey Kirkland a Veronica Falzon – Potomci lidí

### Ocenění pro novou generaci
1. Michael Arndt (scénář), Jonathan Dayton (režisér), Valerie Faris (režisérka) – Malá Miss Sunshine

### Ocenění pro nezávislý/experimentální film
1. Mezi dny a Stará radost  (remíza)

### Kariérní ocenění
1. Robert Mulligan

### Speciální ocenění
1. Jonas Mekas a Armáda stínů